# Козловская, Карина Юрьевна
Карина Юрьевна Козловская (бел. Карына Юр'еўна Казлоўская; 18 июля 2000) — белорусская и польская спортсменка, стрелок из лука. Серебряный призёр в командном первенстве Европейских игр 2019 в Минске.

## Биография
Стрельбой занимается с 2012 года, а в 2016 году получила звание мастера спорта Республики Беларусь.
В 2019 году окончила Минский государственный архитектурно-строительный колледж по специальности «Промышленное и гражданское строительство» и поступила в Белорусский государственный университет физической культуры на заочное отделение.
В 2019 году получила звание мастера спорта Республики Беларусь международного класса.
В августе 2018 года Козловская заняла 6-е место на Гран-при Европы по стрельбе из лука в Софии (Болгария).
В апреле 2019 года она выиграла Гран-при Европы по стрельбе из лука в Бухаресте (Румыния) в личном первенстве, а вместе с Кириллом Фирсовым выиграла серебро в миксе. В 2019 году она приняла участие во II Европейских играх в Минске и завоевала серебро в командном первенстве.
23 октября 2019 года в составе женской сборной Карина Козловская завоевала золото на Всемирных военных играх в Китае.
В феврале 2020 года выиграла чемпионат Белоруссии по стрельбе из лука в помещении.
В 2021 году она представляла Белоруссию на летних Олимпийских играх 2020 года в Токио (Япония) в командном и индивидуальном соревнованиях. Её команда (она, Анна Марусова и Карина Дёминская) заняла четвёртое место.
В конце мая 2022 года 
лучница была уволена из национальной команды Белоруссии и уехала в Польшу. Также она объявила о намерении сменить спортивное гражданство на польское.
В июле 2022 года спортсменка завоевала три золотые медали на молодежном чемпионате Польши в Кракове, установив при этом два рекорда страны U-24.

## Общественная позиция
Карина Козловская является подписанткой письма спортсменов против насилия и за новые честные выборы в Белоруссии. Также принимала участие в мирных акциях протеста 2020 года.
31 мая 2022 года спортсменка объявила об уходе из национальной команды Белоруссии, а также о своей эмиграции из страны. По этому поводу она высказалась следующим образом: «Начиная с 2020 года я находилась в постоянном стрессе. Из-за олимпийских игр, пандемии, выборов, и после политических репрессий, которые продолжаются в стране до сих пор, и войны в Украине. Ради спорта я молчала, терпела унижение, угрозы, запугивания. Лишалась все большего количества прав, обрастала правилами и контролем, теряя все доверие к окружающим меня людям, а они ко мне. Все дошло до точки невозврата и мною было принято решение уехать из страны».
В июле 2022 года лучница подписала международную Антивоенную декларацию спортсменов.